# Michael von Newlinsky
Michael von Newlinsky (även Newlinski), född 21 juni 1891 i Wien, Österrike-Ungern, död 14 augusti 1964 i Charlottenburg, Västberlin, var en österrikisk skådespelare. von Newlinsky medverkade i fler än 100 tyska filmer. Under slutet av 1920-talet hade han några större filmroller, men senare under 1930-talet och 1940-talet dök han mest upp i små roller.

## Filmografi, urval
- 1928 – Inga spår efter gärningsmannen
- 1929 – Den underbara lögnen
- 1929 – En förlorads dagbok
- 1929 – Pandoras ask
- 1931 – Ett litet snedsprång
- 1931 – Hennes Höghet befaller
- 1932 – Dollys kärleksknep
- 1932 – Storstadsnätter
- 1933 – Dr. Mabuses testamente
- 1934 – Hennes största triumf
- 1936 – Kejsaren av Kalifornien
- 1937 – Gröna hissen
- 1939 – Första försöket
- 1942 – Anuschka
- 1942 – Rembrandt – målaren och hans modeller